# Anne Lacaton
Anne Lacaton, född 2 augusti 1955 i Saint-Pardoux-la-Rivière i Dordogne, är en fransk arkitekt.

## Biografi
Anne Lacaton utbildade sig i arkitektur vid École nationale supérieure d'architecture de Bordeaux, där hon avlade examen1980. Mellan 1982 och 1988 arbetade hon på Arc en rêve centre d'architecture i Bordeaux i Frankrike. Hon driver sedan 1987 arkitektfirman Lacaton et Vassal tillsammans med Jean-Philippe Vassal.
Hon fick tillsammans med Jean-Philippe Vassal Schockpriset i visuell konst 2014.

## Verk i urval (Lacaton et Vassal)
- Maison de la culture du Japon vid Quai Branly i Paris, 1990
- Maison Latapie i Floriac, 1993
- Musée archeologique de Saintes, 1995
- Place Auroc i Bordeaux, 1996
- Café Una i Arkitekturzentrum i Wien i Österrike, 2001
- École d'architecture de Nantes, 2009
- Université Pierre-Mendès-France, UFR arts et sciences humaines i Grenoble, 1995 och 2001
- Pôle universitaire de sciences de gestion i Bordeaux, 2006